# Мендосский троллейбус
Мендо́сский троллейбус (исп. Sistema de trolebuses de Mendoza) ― троллейбусная система в городе Мендоса, Аргентина. Была открыта в 1958 году. Система расширялась в 1961, 1989, 2004 и 2005 годах. Эксплуатант, государственная компания «Empresa Provincial de Transportes de Mendoza» (EPTM), был ликвидирован и заменён компанией «Sociedad de Transporte de Mendoza» ввиду финансовых трудностей в 2016—2017 годах. С мая 2017 года в городе работает всего один маршрут (временно не эксплуатировался с 2017 по январь 2019 года).

## История

### XX век
Мендосский троллейбус был открыт 14 февраля 1958 года. Первой линией системы стала линия «Parque» (рус. «Парк»), также известная как линия № 1. Данная линия следует по историческому маршруту и в начале XXI века. Вторая линия системы, «Villa Nueva» (рус. «Новый город»), открылась в феврале 1959 года, а третья, «Dorrego» (рус. «Доррего»), — в марте 1961 года. Публично маршруты обозначались только названиями, а не номерами. Эта практика продолжалась до середины 1990-х годов и была возрождена в 2010-х годах.

### XXI век
Троллейбусная система Мендосы расширилась в середине 2000-х годов, когда были построены две линии: одна соединила пригороды Мендосы Годой-Круз и Лас-Херас, а другая прошла от автовокзала до Национального университета Куйо. Они были открыты в апреле 2004 года и октябре 2005 года соответственно. Длина линии Лас-Херас — Годой-Круз составляла 15 км. В ноябре 2013 года было открыто продолжение маршрута «Dorrego».
В 2009—2010 годах весь троллейбусный парк в Мендосе был заменен на подержанные троллейбусы Flyer, приобретенные в Ванкувере, так как, хотя возраст транспортных средств составлял 26 лет, они находились в лучшем состоянии, чем немецкие троллейбусы, построенные в 1970-е годы. В 2005 ― 2011 годах работа маршрута «Villa Nueva» была временно прекращена, что было связано с заменой изношенной контактной сети.
В начале 2010-х годов EPTM испытывала трудности с управлением троллейбусной системой ввиду изношенности транспортных средств и обслуживания некоторых маршрутов автобусами ввиду строительства метротрама в Мендосе.
С 2012 года подвижной состав мендосского троллейбуса начал обновляться низкопольными троллейбусами аргентинской фирмы Materfer, в разработке которых принимала участие и компания EPTM. Первый Materfer Aguila (рус. «Орёл») поступил в эксплуатацию в июне 2012 года. Впоследствии в городе начали работать ещё 12 троллейбусов Materfer (из 13-ти изначально построенных).

#### Смена эксплуатанта
В конце 2016 года правительство провинции Мендоса ликвидировала бывшего эксплуатанта городского троллейбуса ― компанию «Empresa Provincial de Transportes de Mendoza». На смену EPTM 1 января 2017 года пришла компания «Sociedad de Transporte de Mendoza», которая является частной, однако принадлежит правительству провинции. В тот же день маршрут Лас-Херас — Годой-Круз был передан под управление другому оператору, при этом все троллейбусы на этой линии были заменены на автобусы.
В конце марта 2017 года министр транспорта провинции объявил о планах закрытия троллейбуса в Мендосе к концу года. Позже правительством было решено, что троллейбусное сообщение в городе будет приостановлено и запущено в конце 2017 года из-за строительных работ. Последним днем работы троллейбусов стало 4 мая 2017 года, когда на маршруте «Pellegrini» работал всего один Materfer. К середине 2018 года было принято решение, что троллейбусы будут работать только на маршруте «Parque», а остальные линии будут закрыты. Троллейбусы Flyer будут окончательно выведены из эксплуатации, вместо них в эксплуатацию вернутся только 12 троллейбусов Materfer. Троллейбусное сообщение в Мендосе было возобновлено 2 января 2019 года (опоздание на год было вызвано реновацией контактной сети) только по первому маршруту (на маршруте начали работу только 8 троллейбусов).

## Маршруты

### Действующий
- № 1 «Parque» (рус. «Парк») ― кольцевой маршрут, проходящий через центр Мендосы.

### Исторические
- № 2 «Villa Nueva» (рус. «Новый город») ― маршрут, соединявший центр Мендосы с одноимённым пригородом.
- № 3 «Dorrego» (рус. «Доррего») ― маршрут, соединявший центр Мендосы с одноимённым пригородом.
- № 4 «Pellegrini» (рус. «Пеллегрини») ― маршрут, соединявший центр Мендосы с кварталом Сен-Мартин и улицей Пеллегрини.
- № 5 «Годой-Круз — Лас-Херас» ― маршрут, соединявший одноимённые пригороды Мендосы.
- № 6 «UNCuyo» (рус. «Национальный университет Куйо») ― маршрут, соединявший центр Мендосы с Национальным университетом Куйо.

## Подвижной состав

### Современный
- Materfer Aguila (с 2013 года)[12]

### Исторический
- Mercedes-Benz (1958 ― 1963 годы)[19]
- Toshiba (1962 ― 1988 годы)[20]
- ЗиУ-9 (1984 ― 2009 годы)[19][21]
- Trolleybus Solingen (1988 ― 2010 годы)[20][22]
- Flyer E901A/E902 (2009 ― 2017 годы)[13][23]

## Галерея
- Троллейбус фирмы Martefer (2015 год)
- Бывшие ванкуверские троллейбусы фирмы Flyer были перекрашены и перенумерованы в Мендосе
- ЗиУ-9 (на переднем фоне) и Trolleybus Solingen (на заднем плане) в центре города (2008 год)
- Trolleybus Solingen, ранее работавший в Золингене (2007 год)